# Панчвидзе, Роберто Хесусович
Роберто Хесусович Панчвидзе (род. 20 января 1992, Москва) — российский программист, медиаменеджер, предприниматель, президент блогерского агентства INVITE, создатель и совладелец паблика MDK, основатель сети Main.

## Биография
Родился 20 января 1992 в Москве.
Поступил в РГГУ — Институт Имени Выготского «Специальная Психология».
В 18 лет начал вести сообщество ВКонтакте под названием «Мудакоф» совместно с Дмитрием Аладышевым, впоследствии развив страницы до миллионов подписчиков и создав самый крупный паблик в русскоязычном интернете.
В 2021 году возглавил крупное блогерское агентство INVITE, которое летом 2022 года стало частью группы VK. Начал заниматься развитием сети Main.

## Карьера

### Сообщество MDK
Сообщество было основано Панчвидзе в 2010 году и изначально носило название «Мудакоф». Помогал ему Дмитрий Аладышев. Изначально работа велась инкогнито.
К 2013 году количество сообществ под руководством Панчвидзе выросло до 10, над каждым из которых работало от 20 до 30 сотрудников, охват основного паблика MDK составлял 12 млн уникальных посетителей в месяц, ежемесячная выручка от рекламы по сети составляла около 2 миллионов рублей в месяц. Было запущено собственное приложение для iOS. В день выхода приложение сразу стало вторым по популярности бесплатных приложений в App Store.
С 27 октября 2015 года сообщество MDK было заблокировано на территории России по решению суда, но вскоре перезапустилось по новому адресу — «ВКонтакте» перенесла 7,5 млн подписчиков в новый паблик.
К маю 2016 года сеть развлекательных пабликов Панчвидзе, среди которых, кроме самого MDK, были также «Орлёнок», «ИБД», «Бумажный самолётик» «Катавасия» и др., превышала 20 миллионов подписчиков. На конец 2016 года команда сети пабликов и креативного агентства MDK Creative Agency, которое основал Панчвидзе, работало около 30 человек.
По данным Медиалогии, в апреле 2017 года сообщество MDK лидировало по количеству просмотров одного поста — в среднем 970,7 тысяч просмотров. В 2021 году охват паблика достиг 80 миллионов пользователей в месяц.
Сейчас в сеть MDK входят 26 пабликов ВКонткате с общим охватом более 33 миллионов, 15 Telegram-каналов с общим охватом около 1,5 миллиона подписчиков, 3 паблика Twitter с более 1,5 миллионов подписчиков.

### Агентство INVITE
В декабре 2021 года Роберто Панчвидзе занял должность исполнительного директора блогерского агентства INVITE, став одним из акционеров компании. В мае 2022 года агентство стало частью VK, а Роберто занял пост президента INVITE.
Панчвидзе отвечает за установление прочных связей агентства с индустрией, привлечение новых клиентов и выстраивание структуры работы между блогерами и рынком. За время работы он представлял агентство на ПМЭФ 2022, РИФ 2022 и других.
В июне 2022 года на ПМЭФ-2022 Панчвидзе представил NFT для блогеров.

### Main
В 2017 году Роберто Панчвидзе с партнером Дмитрием Аладышевым провели ICO и создали социальную платформу, где пользователи могли получать монеты за посты. Первая версия приложения вышла в 2018 году.
В 2021 году приложение перезапустилось под названием Main и работает на базе блокчейна. В децентрализованной соцсети пользователи создавать и вступать в сообщества, публиковать посты, общаться и зарабатывать токены за свою активность на платформе. К маю 2022 года соцсеть насчитывала более 24 000 зарегистрированных пользователей, более 350 активных сообществ, где ежедневно публикуется около 5000 сообщений, 23 000 комментариев и 148 000 оценок.

### Прочее
В 2015 году Ведущий программы «Прямой эфир» на канале Россия-1 Борис Корчевников представил основателями MDK совсем посторонних людей — Ивана Третьякова и Александра Модлинского вместо Панчвидзе и Аладышева.
В 2019 году Панчвидзе задал вопрос Путину во время ежегодной Прямой линии про новый российский закон о штрафах за оскорбления представителей власти[значимость факта?].